# Satakuntalainen Osakunta

Satakundas vapen

Satakuntalainen Osakunta, (SatO) är en finskspråkig studentnation vid Helsingfors universitet grundad 1653.

## Vännationer
- Üliõpilaste Selts Raimla, Tartu
- Gästrike-Hälsinge nation, Uppsala. Vänskapsavtalet undertecknat 1 maj 1946.

## Inspektorer
- Abraham Thauvonius 1653-
- Simon Paulinus 1684-1691
- Johan Flachsenius 1693-1708
- Anders Pryss 1723-1746
- Samuel Pryss 1747-1779
- Jakob Gadolin 1780-1788
- Johan Henrik Lindqvist
- Gustaf Gadolin 1804-1828
- Carl Reinhold Sahlberg 1828-1841
- Lars Henrik Törnroth 1841-1846
- Zacharias Topelius 1868-1871
- Otto E. A. Hjelt 1871-1883
- Josef Adam Joakim Pippingsköld 1883-1884
- M. G. Schybergson 1884-1901
- E. N. Setälä 1901-1904
- Jooseppi Julius Mikkola 1904-1931
- Oiva Johannes Tuulio 1931-1934
- Edwin Linkomies 1934-1944
- Pekka Katara 1944-1949
- Edwin Linkomies 1949-19??